# Майдан-Крулевський
Майдан-Крулевський (пол. Majdan Królewski) — село в Польщі, у гміні Майдан-Крулевський Кольбушовського повіту Підкарпатського воєводства.
Населення — 2683 особи (2011).
У 1975—1998 роках село належало до Тарнобжезького воєводства.

## Демографія
Демографічна структура станом на 31 березня 2011 року:
|          | Загалом | Допрацездатний вік | Працездатний вік | Постпрацездатний вік |
| -------- | ------- | ------------------ | ---------------- | -------------------- |
| Чоловіки | 1345    | 303                | 920              | 122                  |
| Жінки    | 1338    | 269                | 835              | 234                  |
| Разом    | 2683    | 572                | 1755             | 356                  |